# Aristides Barbosa
Aristides Barbosa, mais conhecido como Sacy (26 de outubro de 1912 – Santos, 29 de novembro de 1975) foi um futebolista brasileiro que atuava como ponta-direita.

## Carreira
Começou a carreira em 1929, na Ponte Preta, onde atuou com o zagueiro Neves, que posteriormente também seria contratado pelo Santos. Ficou no clube até 1931.
Posteriormente, passou também pela Portuguesa, entre 1932 e 1934.
Entre 1933 e 1934, atuou pela Seleção Paulista.
Entre março de 1935 e 1941, atuou pelo Santos Futebol Clube. No Peixe, participou do primeiro título estadual do clube, em 1935, atuando nos 12 jogos da campanha. Naquela temporada, marcou 14 gols, sendo o artilheiro do time no ano. Ao todo, foram 140 jogos e 38 gols anotados no clube.
A partir de 1936, passou também a arbitrar algumas partidas de futebol.
Sacy também foi dirigente do EC Vila Jóquei, em Santos.
Em novembro de 1956, os veteranos do Santos realizaram partidas amistosas beneficentes, para arrecadar fundos para Sacy, que estava doente num sanatório no interior de São Paulo.
Sacy faleceu em 29 de novembro de 1975.

### Títulos
Santos
- Campeonato Paulista: 1935[4][7][20][21]

Seleção Paulista
- Campeonato Brasileiro de Seleções Estaduais: 1933 e 1934[33]